# Duje Draganja
Duje Draganja (Split, 27 februari 1983) is een Kroatische zwemmer, gespecialiseerd in de vrije slag. Hij werd tweemaal wereldkampioen 50 m vrije slag korte baan en eenmaal Europees kampioen op de 100 m wisselslag korte baan. Ook nam hij driemaal deel aan de Olympische Spelen en won één zilveren medaille.
Als junior behaalde zeven gouden medailles won bij de Europese jeugdkampioenschappen. Het hoogtepunt uit zijn carrière beleefde de explosieve sprinter tot dusverre in 2004, toen hij de zilveren medaille won op de 50 meter vrije slag bij de Olympische Spelen van Athene. Op 11 april 2008 zwom hij op de Wereldkampioenschappen kortebaanzwemmen 2008 in Manchester met een tijd van 20,81 seconden een wereldrecord op de 50 m vrije slag.
Hij studeerde aan de Universiteit van Californië en nam enkele malen deel aan de NCAA (Universiteitskampioenschappen).

## Internationale toernooien
| Jaar | Olympische Spelen                                                                 | WK langebaan                                                                     | WK kortebaan                                               | EK langebaan | EK kortebaan                                                                    |
| ---- | --------------------------------------------------------------------------------- | -------------------------------------------------------------------------------- | ---------------------------------------------------------- | --- | ------------------------------------------------------------------------------- |
| 2000 | 11e 100m vrije slag 19e 4x100m vrije slag 14e 4x100m wisselslag                   |                                                                                  | geen deelname                                              | 9e 4x100m vrije slag | 9e 50m vrije slag · 4e 100m vrije slag · 7e 4x50m vrije slag · 4x50m wisselslag |
| 2001 |                                                                                   | 34e 50m vrije slag 10e 100m vrije slag 18e 50m vlinderslag 10e 4x100m wisselslag |                                                            | | 7e 50m vrije slag · 100m vrije slag · 13e 50m vlinderslag · 7e 4x50m vrije slag |
| 2002 |                                                                                   |                                                                                  | geen deelname                                              | 18e 50m vrije slag · 100m vrije slag · 5e 4x100m vrije slag · 8e 4x100m wisselslag                                                  | geen deelname                                                                   |
| 2003 |                                                                                   | 50e 50m vrije slag 34e 100m vrije slag 15e 4x100m vrije slag                     |                                                            | | geen deelname                                                                   |
| 2004 | 50m vrije slag · 6e 100m vrije slag · 7e 100m vlinderslag · 13e 4x100m vrije slag |                                                                                  | 6e 50m vrije slag · 50m vlinderslag                        | geen deelname | geen deelname                                                                   |
| 2005 |                                                                                   | 50m vrije slag · 5e 100m vrije slag · 7e 50m vlinderslag                         |                                                            | | geen deelname                                                                   |
| 2006 |                                                                                   |                                                                                  | 50m vrije slag · 6e 50m vlinderslag · 6e 4x100m wisselslag | 50m vrije slag · 26e 100 m vrije slag · 50m vlinderslag                                                                             | geen deelname                                                                   |
| 2007 |                                                                                   | geen deelname                                                                    |                                                            | | 50m vrije slag · 4e 50m vlinderslag · 5e 100m vlinderslag · 5e 4x50m vrije slag |
| 2008 | 10e 50m vrije slag 34e 100m vrije slag 12e 4x100m wisselslag                      |                                                                                  | 50m vrije slag · 100m vrije slag                           | 50m vrije slag · 6e 100m vrije slag · 6e 50m vlinderslag · 4e 4x100m vrije slag · Draganja zwom enkel de series · 4x100m wisselslag | 50m vrije slag · 18e 50m vlinderslag · DQ 100m wisselslag · 4x50 m vrije slag   |
| 2009 |                                                                                   | 4e 50m vrije slag 8e 50m vlinderslag 15e 100m vlinderslag                        |                                                            | | 50m vrije slag · 100m wisselslag · 4x50m vrije slag                             |
| 2010 |                                                                                   |                                                                                  | geen deelname                                              | 14e 50m vrije slag serie 50m vlinderslag                                                                                            | 13e 50m vrije slag 17e 100m vlinderslag 4e 100m wisselslag 4e 4x50m vrije slag  |
| 2011 |                                                                                   | geen deelname                                                                    |                                                            | | geen deelname                                                                   |
| 2012 | geen deelname                                                                     |                                                                                  | geen deelname                                              | 29e 50m vrije slag 18e 50m vlinderslag                                                                                              | geen deelname                                                                   |

## Persoonlijke records
(Bijgewerkt tot en met 20 december 2009)

### Kortebaan
| Afstand          | Tijd  | Datum            | Plaats    |
| ---------------- | ----- | ---------------- | --------- |
| 50m vrije slag   | 20,70 | 10 december 2009 | Istanboel |
| 100m vrije slag  | 46,08 | 20 december 2009 | Sisak     |
| 50m vlinderslag  | 22,63 | 20 december 2009 | Sisak     |
| 100m vlinderslag | 50,26 | 19 december 2009 | Sisak     |
| 100m wisselslag  | 51,20 | 13 december 2009 | Istanboel |

### Langebaan
| Afstand          | Tijd  | Datum            | Plaats |
| ---------------- | ----- | ---------------- | ------ |
| 50m vrije slag   | 21,29 | 31 juli 2009     | Rome   |
| 100m vrije slag  | 48,18 | 29 juli 2009     | Rome   |
| 50m vlinderslag  | 23,03 | 26 juli 2009     | Rome   |
| 100m vlinderslag | 52,46 | 20 augustus 2004 | Athene |